# 库诺夫斯基撞击坑
库诺夫斯基撞击坑（德語：Kunowsky）是位于火星阿基达利亚海区的一座大型陨石坑，其坐标为北纬57.1°、西经 9.7°，直径67.4公里，名称取自德国天文学家格奥尔·卡尔·弗里德里希·库诺夫斯基 （1786年–1846年）。由于它坐落在一片辽阔的平坦平原上，因此，无论在地图，还是图片上都很容易被看到。
击坑通常带有一圈环绕着喷出物的坑壁，而火山口则基本上没有坑壁或喷发沉积物。直径越大的撞击坑（10公里以上），坑内一般都有一座中央峰，中央峰是撞击后坑底反弹所形成。一座撞击高的直径测量值，可能对应有不同比率的原始深度估值，由于存在这种关系，研究人员发现许多火星陨石坑含有大量的物质。在不同气候下，其中大部分被认为是冰沉积物。有时被掩埋在裸露的坑底表层下。被撞击出的地下深层岩石，向我们展示了坑底表层下的结构成分。

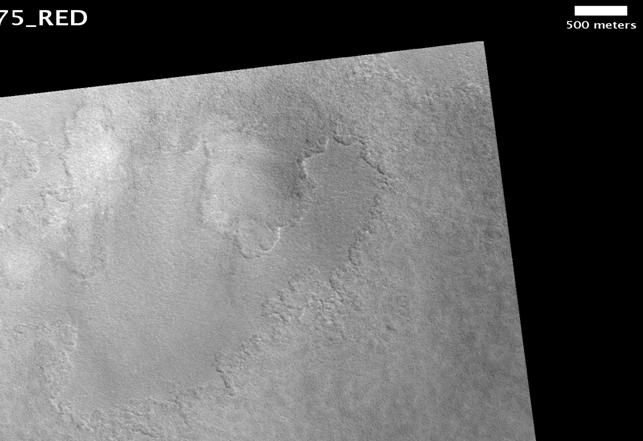
高分辨率成像科学设备拍摄的库诺夫斯基撞击坑的坑底, 标尺长度为500米。

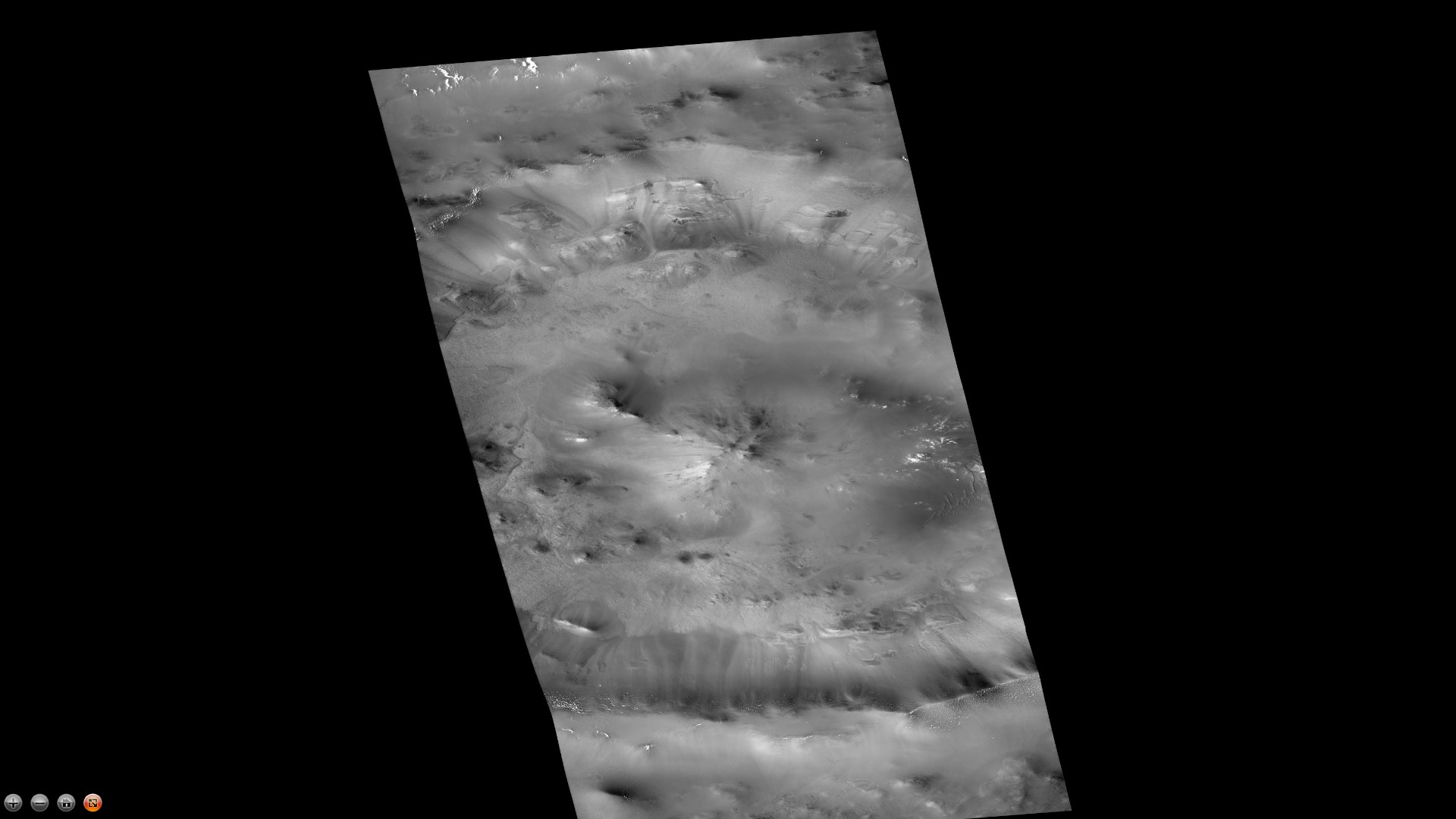
火星勘测轨道飞行器背景相机（CTX）拍摄的库诺夫斯基撞击坑

## 撞击坑为何很重要？
撞击坑的密度可帮助确定火星和太阳系其它天体表面的年龄。表面越古老，陨坑就越多。撞击坑的形状可以揭示地下冰的存在。
撞击坑地区可能蕴含有丰富的矿物。在火星上，热量来自于地表上撞击融化的冰。融化为水的冰溶解了火星地表的矿物质，并沉积在撞击产生裂缝或断层中，这一过程被称作热液蚀变，是矿床产生的主要方式。火影撞击坑周边区可能蕴藏有丰富的可用于未来火星开发的矿物。

## 另请参阅
- 火星氣候
- 火星地质史
- 火星地質
- 撞击坑
- 火星撞擊坑
- 火星区域列表
- 火星矿石资源
- 行星體系命名法
- 火星水文

## 参引资料
1. ↑  . usgs.gov. International Astronomical Union.   [4 March 2015]. （原始内容存档于2017-08-09）.
2. 1 2  .   [2017-08-26]. （原始内容存档于2016-01-14）.
3. ↑  Hugh H. Kieffer. . University of Arizona Press. 1992  [7 March 2011]. ISBN 978-0-8165-1257-7. （原始内容存档于2017-03-12）.
4. ↑  Garvin, J., et al.  2002.  Global geometric properities of martian impact craters.  Lunar Planet Sci. 33.  Abstract @1255.
5. ↑  Patterson, Megan Elizabeth. . indiana.edu.   [2024-12-11]. （原始内容存档于2016-01-04）.